# 瑪麗亞·加埃塔納·阿涅西
瑪麗亞·加埃塔納·阿涅西（1718年5月16日—1799年1月9日）是一名意大利數學家、慈善家和哲学家。
她因撰写了第一本完整地讨论了积分与微分的教科書而广受赞誉。
阿涅西将她最后40余年的生活奉献给慈善事业、为穷人服务，并且潜心研究神学（特别是教父学）。

## 早年生活
阿涅西出生于米兰一个富有的知识分子家庭，她父親Pietro是博洛尼亚大学的數學教授。她是家中23个孩子里排行最大的，时常帮父母担起教育弟妹之责。
阿涅西自小被誉为神童，5歲时已能講意大利語以及法語。9歲時，她發表了一場為時一小時的丰富且具有說服力的拉丁文演說，主題是女性受高等教育的權利，其後还以當地方言回答台下觀眾。12岁时，阿涅西患了一场大病，病因不详。家人认为是学习过分劳累所致，告诫她应劳逸结合。她11歲能懂希臘語、希伯來語、西班牙語、德語和拉丁語，被人称呼为"Seven-Tongued Orator"。在14岁时，她学习了弹道学和几何学。
18歲时，阿涅西就在導師的指導下，在自己書稿中，對當時的兩部數學著作進行了評論。1738年，富有的父親出資出版了女兒的論文集，題為《哲學命題》（Propositiones Philosophicae），內容以當年聚集在她家的學者之討論為主。在這191篇論文裡，阿涅西的研究涉及哲學、物理、化學、生物學、礦物學以及婦女教育問題等。

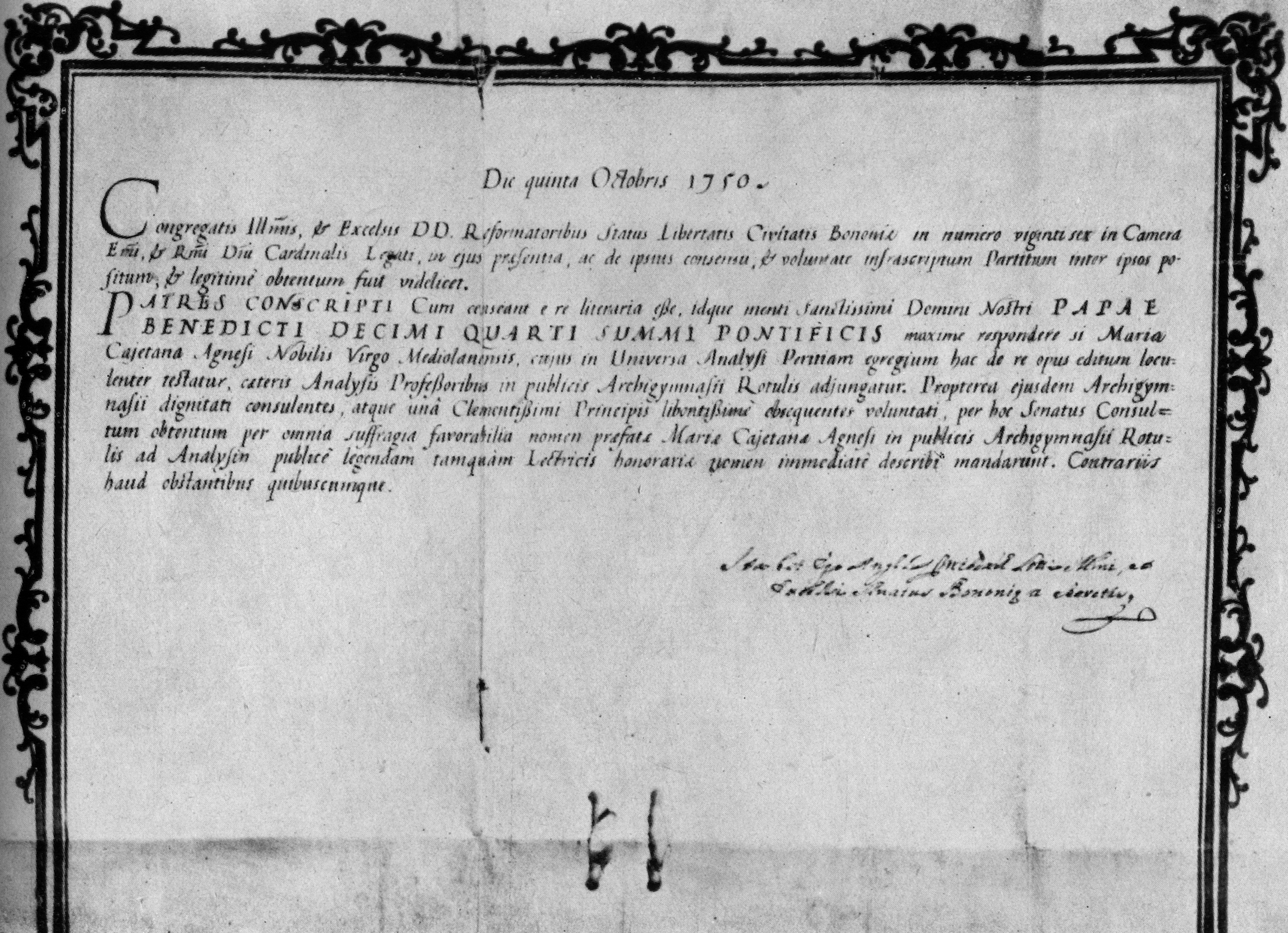
阿涅西在博洛尼亞大學的文憑。

在父親定期組織的學術交流聚會上，年輕的阿涅西也時常會跟博學的權貴客人們辯論。年僅20歲、生性内敛的阿涅西很快便厭倦了這一切。常去參加聚會的法國學者夏尔·德·布罗斯在其《意大利书信录》（Lettres sur l'Italie）中记载：“她告訴我這種辯論令她不快樂，快要厭煩死了。”他聽說阿涅西“想去修道院做一個修女，為窮人服務”時，感到“很驚奇”。但阿涅西很堅決地告訴父親，與社交和辯論相比，祈禱、慈善和安靜的研習，對自己更有吸引力。在父親的勸說下，阿涅西暫時打消了做修女的念頭。作為補償，父親准許她不必再盛裝參加社交活動，可以隨時簡裝到教堂禮拜並全心研究數學。:200憑著自己學識和對多種語言的駕輕就熟，她能輕易地搜集文獻，組織成綱領條目，節省讀者尋找散佈在各種不同刊物上的理論發展和方法時所須負擔的複雜課業。在数学研究中，阿涅西的貢獻在於她將許多不同數學家的學說融汇在她的兩卷著作內，包括牛頓的流數術，以及萊布尼茲的微分法。

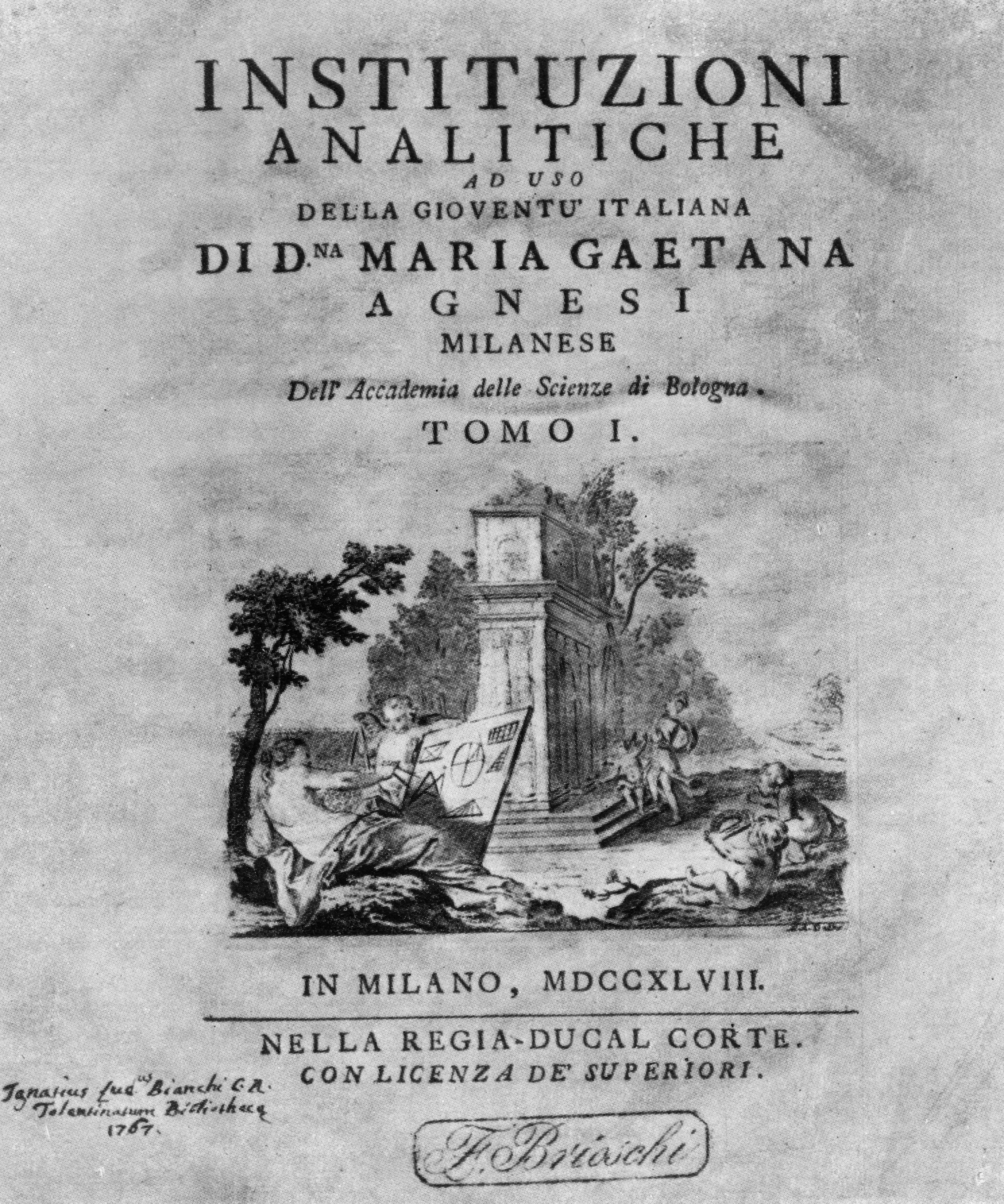
1748年版《分析講義》首頁。

阿涅西的哲学家朋友们认为她极其美丽，且她的家庭在米兰是首屈一指的富有。

## 数学成就
她的《分析講義》（Instituzioni analitiche）是本超過千頁的经典巨著，書中包含從代數到微積分和微分方程的原始發現。有趣的是，由於她的著作，阿涅西的名字常常與一條稱為「阿涅西的女巫」的鐘形曲線聯繫在一起。此曲線的方程式是 {\displaystyle x^{2}y=a^{2}(a-y)} 。由於它的數學性質及其在物理方面的應用，此曲線引起了數學家的興趣。「阿涅西的女巫」之名乃是時人誤譯其意大利語著作之故。
阿涅西的書被法國科學院稱作“在其領域中寫得最好最完整的著作”，教宗本篤十四世特别写信慰问她，并頒給她一顶金花环以及一面金牌以表彰她在數學上的卓越貢獻。1750年，阿涅澤被任命為博洛尼亞大學的數學與自然哲學系主任，是歷史上继劳拉·巴斯后第二位成為大學教授的女性。，然而她僅接受他們所授與的榮譽頭銜。

## 晚年生活

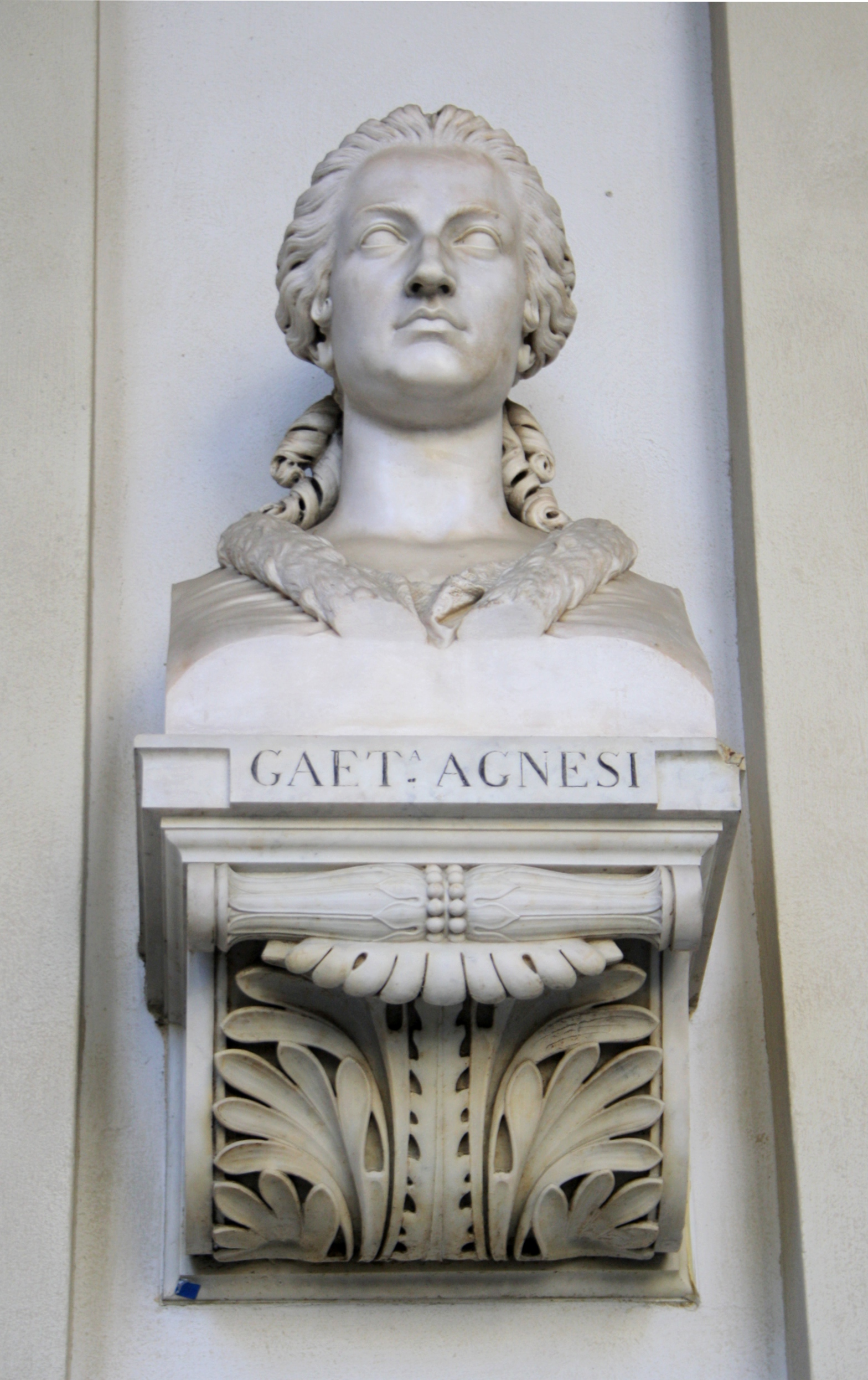
瑪利亞·阿涅西的半身像，位于米兰

当時，無論是在意大利還是在歐洲，數學界對阿涅西的關注越來越多。阿涅西則把自己的目光重新投向了修道院。1752年她父親去世，她把全部的心力投入救助窮人和老年婦女与神学研究之中。家裡的一些房子，被她用來安置窮苦的人們。不僅如此，1759年，為了在米蘭租一棟房子建療養院，這個原本家境優裕的女子，變賣了那些象徵著當年的榮耀的東西，其中包括教宗贈給她的金質獎章和皇后送給她的鑽石和水晶盒子。阿涅西的微積分教科書被翻譯成多種語言，在歐洲流行了60多年。女數學家卻不再做跟數學有關的事。 阿涅西拒絕了都靈大學數學教授們的請求，但大主教托佐波奈里請求她擔任慈善公會 Opera Pia Trivulzio 的主管時，她欣然接受。在那個為貧困女性設立的療養院裡，還有450個病人需要她和修女们照顧。為此，阿涅西自己也搬進了療養院住。她的健康最終被摧毀，開始失明失聰。在一次次昏迷之後，這個把自己人生最後的47年奉獻給慈善事業的人，在1799年身無分文地去世。最終，阿涅西和療養院另外的15名女病人，被一起埋在了一塊無名墓地裡。在療養院牆角的一塊石頭上，人們刻下了她為貧困女性服務的事蹟。

## 紀念
小行星16765以阿涅西命名以纪念她。
2014年5月16日，Google首頁的Doodle以阿涅西的頭像和箕舌線表示，以紀念她296年誕辰。

## 延伸阅读
- Kramer, Edna E. .  1. New York: Charles Scribner's Sons: 75–77. 1970. ISBN 0-684-10114-9.
- Mazzotti, Massimo (2001). "Maria Gaetana Agnesi: Mathematics and the making of the Catholic Enlightenment." Isis. v. 92, n. 4: pp. 657–683.
- Mazzotti, Massimo (2007). The World of Maria Gaetana Agnesi, Mathematician of God. Baltimore: Johns Hopkins University Press.